# Lomma
Lomma  ( pronúncia) é uma cidade sueca da região de Gotalândia, província da Escânia, condado da Escânia e comuna de Lomma, onde é sede. Fica na margem do estreito de Ore, na baía de Lomma, a uns 10 quilômetros a norte de Malmo e a uns 10 quilômetros a sudoeste de Lunda. Muitos dos seus habitantes trabalham em Malmo e Lunda, para onde se deslocam diariamente. Possui 5,93 quilômetros quadrados de área e de acordo com o censo de 2019, havia 13 654.